# Gerhard Neumeier
Gerhard Neumeier (* 21. November 1960 in Regensburg) ist ein deutscher Archivar und Historiker.

## Leben
Er besuchte das Otto-von-Taube-Gymnasium in Gauting bei München und legte 1982 das Abitur ab. Von 1982 bis 1987 studierte er Bayerische Geschichte, Neuere und Neueste Geschichte sowie Politikwissenschaften an der Ludwig-Maximilians-Universität München und wurde 1992 bei Friedrich Prinz mit der Dissertation München um 1900 zum Dr. phil. promoviert. Jörg Vögele bezeichnete die Arbeit als „wichtigen Beitrag zur historischen Stadt“.
Danach war er bei der Gesellschaft zur Wahrnehmung von Film- und Fernsehrechten tätig. Es folgte eine Ausbildung zum Wirtschaftsarchivar und Informationsmanager an der Fortbildungsakademie der Wirtschaft in Köln. Im Anschluss baute er die Unternehmensarchive der Stadtsparkasse Weiden, der Fischerwerke in Waldtachtal-Tumlingen und der Vaillant-Werke in Remscheid auf. Später war er an den Universitäten in Karlsruhe, Freiburg im Breisgau und Heidelberg tätig.
1999 nahm er an der internationalen Tagung „Business History in Central Europe“ an der Wirtschaftsuniversität Wien teil. Dort trug er zum Thema „Münchner jüdisches Unternehmertum um 1900“ vor.
Von Januar 2008 bis Ende Januar 2009 war er Leiter des Stadtarchivs Fürstenfeldbruck. Danach wechselte er kurzzeitig als Sachgebietsleiter  „Archiv, Magazin, Kartei“ an die Außenstelle Erfurt der Bundesbeauftragten für die Stasi-Unterlagen. Seit 2009 ist er wieder Leiter des Stadtarchivs Fürstenfeldbruck.
Er veröffentlichte Beiträge in Sammelbänden und Fachaufsätze u. a. in den Vierteljahrsheften für Zeitgeschichte, in der European Review of Economic History, in der Zeitschrift für bayerische Landesgeschichte und in der Zeitschrift für Geschichtswissenschaft.

## Schriften (Auswahl)
- München um 1900. Wohnen und Arbeiten, Familie und Haushalt, Stadtteile und Sozialstrukturen, Hausbesitzer und Fabrikarbeiter, Demographie und Mobilität – Studien zur Sozial- und Wirtschaftsgeschichte einer deutschen Großstadt vor dem Ersten Weltkrieg (= Europäische Hochschulschriften. Reihe 3. Geschichte und ihre Hilfswissenschaften. Bd. 655). Lang, Frankfurt am Main u. a. 1995, ISBN 3-631-45953-X.
- (Red.): Bilder einer Denkfabrik. Die Fridericiana 1825–2000. Hrsg. durch die Universität Karlsruhe (TH), 2. geringfügig geänderte Auflage, Karlsruhe 2000.
- Fürstenfeldbruck 1935 bis 2010. Sutton, Erfurt 2010, ISBN 978-3-86680-735-8.
- mit Martin Kornacher (Hrsg.): Gelebte Geschichte. Der Fliegerhorst und die Stadt Fürstenfeldbruck – Geschichte, Erinnerung und Zukunft. Im Auftrag der Stadt Fürstenfeldbruck, Fürstenfeldbruck 2015, ISBN 978-3-9817864-0-8 (darin: Die Geschichte des Fliegerhorstes Fürstenfeldbruck. S. 13 ff.)
- Fürstenfeldbruck 1945 bis 1990. Von der Kleinstadt zum Mittelzentrum, Regensburg 2021, ISBN 9783795436025
- Klein- und Groß-Geister in der europäischen Politik. Ansätze zu einer sinnorientierten Politik nach Viktor Frankl. Porträts von 14 Vorbildern, Otto Zsok, Gerhard Neumeier (Autoren), 2022, ISBN 978-3-8306-8150-2
- Fürstenfeldbruck. Die Nachkriegszeit in bewegenden Bildern, Tübingen 2024, ISBN 978-3-96303-487-9